# Palomares del Campo
Palomares del Campo (antiguamente llamado Palomares de Huete) es un municipio español de la provincia de Cuenca, en la comunidad autónoma de Castilla-La Mancha. Tiene un área de 60,98 km² con una población de 555 habitantes (INE 2024) y una densidad de 10,53 hab/km².

## Demografía
Palomares del Campo cuenta con una población de 555 habitantes (INE 2024).
| Gráfica de evolución demográfica de Palomares del Campo entre 1842 y 2021                                           |
| |
| Población de derecho según los censos de población del INE Población de hecho según los censos de población del INE |

## Administración
| Periodo   | Nombre                        | Partido |
| --------- | ----------------------------- | ------- |
| 1979-1983 | Máximo Delgado López          | UCD     |
| 1983-1987 | Máximo Delgado López          | UCD     |
| 1987-1991 | Pedro Moreno Delgado          | AP      |
| 1991-1995 | Pedro Moreno Delgado          | PP      |
| 1995-1999 | Pedro Moreno Delgado          | PP      |
| 1999-2003 | Cipriano Valero Zamora        | PP      |
| 2003-2007 | Maria Angela Rodriguez Toledo | PSOE    |
| 2007-2011 | Maria Angela Rodriguez Toledo | PSOE    |
| 2011-2015 | María Dolores Pérez Moreno    | PP      |
| 2015-2019 | María Dolores Pérez Moreno    | PP      |
| 2019-2023 | María Dolores Pérez Moreno    | PP      |
| 2023-act. | Luis Miguel Acosta            | PP      |

## Fiestas
- Virgen de la Cabeza, último fin de semana de abril. Con los Tunos, Danzantes y Gitanillas.
- Cristo de la Paz, último fin de semana de septiembre.